# بلدة قلعة

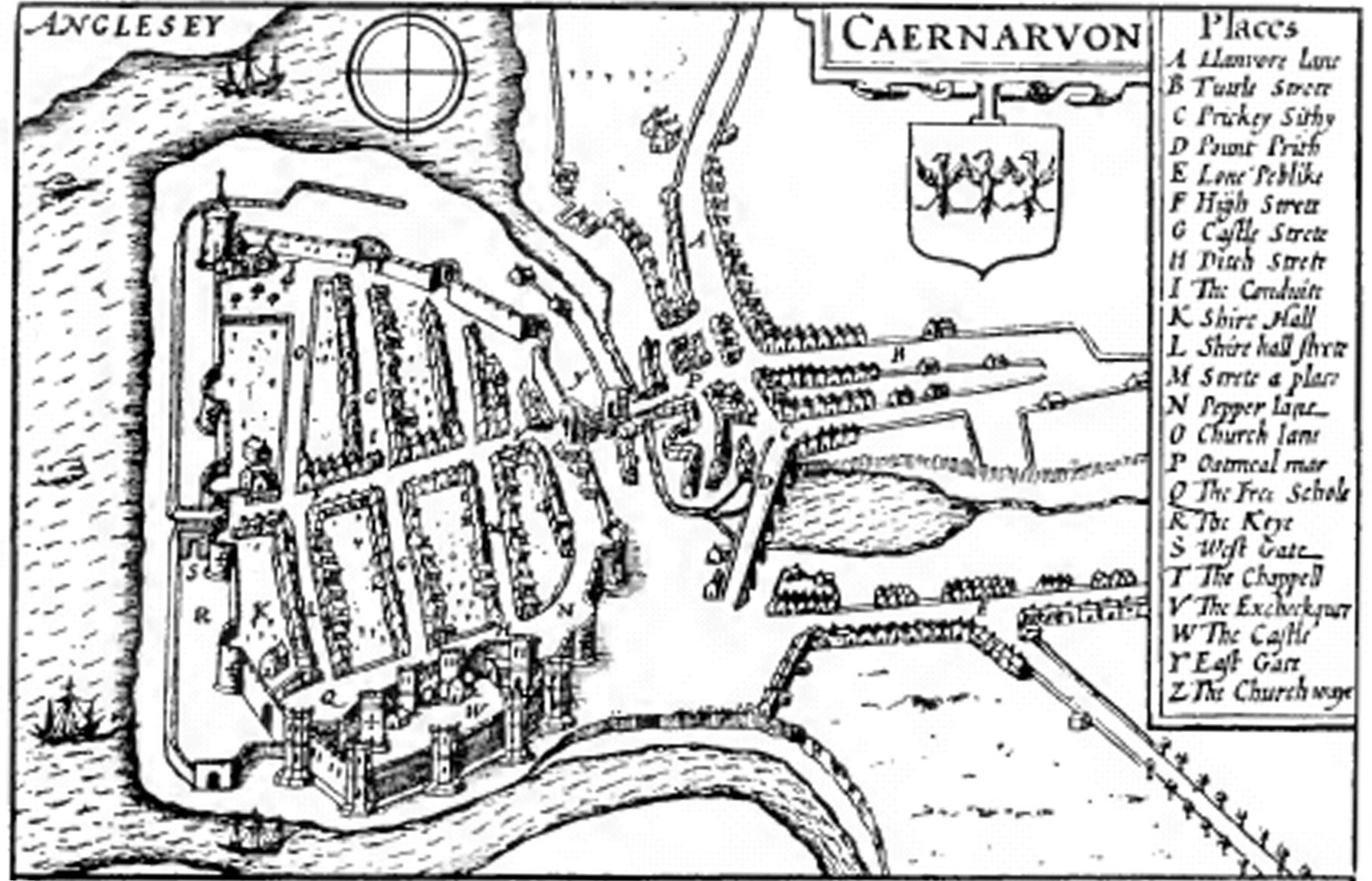
خريطة كارنارفون في سنة 1610 كما رسمها جون سبيد، وهي مثال على بلدة قلعة تقليدية.

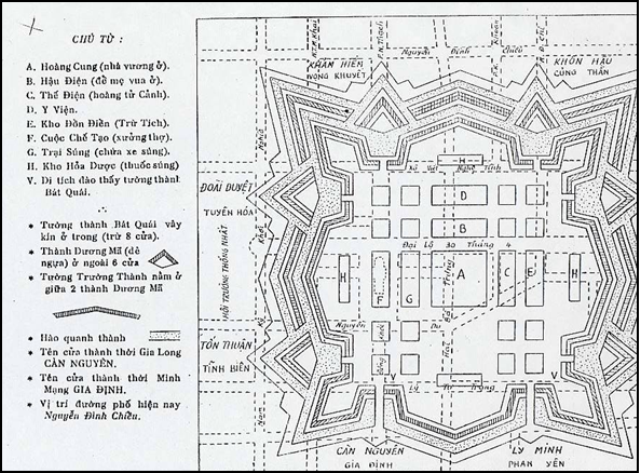
خريطة قلغة سايغون في فيتنام قبل سنة 1835.

بلدة القلعة هي مستوطنة بنيت بجوار قلعة أو حولها. كانت بلدات القلاع شائعة في أوروبا في العصور الوسطى. بعض الأمثلة تشمل البلدات الصغيرة مثل أونيك وأروندل، واللتان لا تزالان تهيمنان عليها القلاع.
في أوروبا الغربية، وإنجلترا على وجه الخصوص، من الشائع أن تتجمع المدن والبلدات التي لم تكن بلدات قلعة حول الكاتدرائيات.
تُسمى البلدات المنظمة حول القلاع اليابانية جوكاماتشي (城下町). عادةً ما تبنى القلاع بالقرب من البلدات للحصول على الإمدادات وتجهيزها.